# Paolo Tura
Paolo Tura, född 10 februari 1971, är en sanmarinsk bågskytt. Han deltog vid olympiska sommarspelen 1992 och olympiska sommarspelen 1996.